# 斯维特拉娜·西尔伯曼
斯维特拉娜·西尔伯曼（Svetlana Zilberman，1958年5月10日—），以色列女子羽毛球運動員，出生於白俄羅斯蘇維埃社會主義共和國，曾代表蘇聯在1986年歐洲羽毛球錦標賽獲得女子單打季軍。後移民以色列。

## 簡歷
斯维特拉娜·西尔伯曼的兒子米沙·西尔伯曼同為羽毛球運動員，她除了擔任兒子的教練外，亦出任他的混合雙打搭檔，二人曾多次贏得全國羽毛球錦標賽冠軍。2009年8月，45歲的斯维特拉娜與19歲的米沙出戰在印度海得拉巴舉行的世界羽毛球锦标赛混合雙打比賽。
2013年10月，斯维特拉娜·西尔伯曼代表以色列出戰以色列夏瑣羽毛球國際賽，打進混合雙打準決賽。

## 主要比賽成績
只列出曾進入準決賽的國際賽事成績：
| 年份   | 賽事                   | 公開賽級別 | 項目     | 搭檔          | 成績   |
| ------ | ---------------------- | ---------- | -------- | ------------- | ------ |
| 2013年 | 以色列夏瑣羽毛球國際賽 | 國際系列賽 | 混合雙打 | 米沙·西尔伯曼 | 準決賽 |
| 2016年 | 蘇利南羽毛球國際賽     | 國際系列賽 | 混合雙打 | 米沙·西尔伯曼 | 冠軍   |
| 2017年 | 拉各斯羽毛球國際挑戰賽 | 國際挑戰賽 | 混合雙打 | 米沙·西尔伯曼 | 冠軍   |
| 2017年 | 埃塞俄比亞羽毛球國際賽 | 國際系列賽 | 混合雙打 | 米沙·西尔伯曼 | 冠軍   |
| 2017年 | 贊比亞羽毛球國際賽     | 國際系列賽 | 混合雙打 | 米沙·西尔伯曼 | 亞軍   |

| 2007-2017年 | 首要超級賽 | 超級賽 | 黃金大獎賽 | 大獎賽 | 國際挑戰賽 | 國際系列賽 | 未來系列賽 | 其他 |

| 2018-2026年 | 總決賽 | 超級1000賽 | 超級750賽 | 超級500賽 | 超級300賽 | 超級100賽 | 國際挑戰賽 | 國際系列賽 | 未來系列賽 | 其他 |

### 奧運會和世錦賽參賽紀錄
|          | 搭檔          | 2009 | 2010 | 2019 | 2022 | 2023 |
| -------- | ------------- | ---- | ---- | ---- | ---- | ---- |
| 混合雙打 | 米沙·西尔伯曼 | 32強 | 64強 | 64強 | 32強 | 32強 |